# Rašad Mamedov
Rašad Mamedov (Mammadov) (* 23. července 1974 Homel, Sovětský svaz) je bývalý běloruský zápasník–judista a sambista ázerbájdžánského původu.

## Sportovní kariéra
Připravoval se v Homelu pod vedením Viktora Vnučkina. V běloruské reprezentaci se pohyboval od roku 1994 v superlehké a od roku 1999 pololehké váze. V roce 1996 prohrál nominaci na olympijské hry v Atlantě s Natikem Bagirovem. V roce 2000 se na olympijské hry v Sydney nekvalifikoval. V dalších letech ho z pozice reprezentační jedničky sesadil Alexandr Šlyk. Sportovní kariéru ukončil v roce 2004.

## Výsledky
| Turnaj             | 1994            | 1995            | 1996            | 1997            | 1998            | 1999           | 2000           | 2001           |
| Turnaj             | 20              | 21              | 22              | 23              | 24              | 25             | 26             | 27             |
| Turnaj             | superlehká váha | superlehká váha | superlehká váha | superlehká váha | superlehká váha | pololehká váha | pololehká váha | pololehká váha |
| ------------------ | --------------- | --------------- | --------------- | --------------- | --------------- | -------------- | -------------- | -------------- |
| Olympijské hry     |                 |                 | —               |                 |                 |                | —              |                |
| Mistrovství světa  |                 | —               |                 | úč.             |                 | úč.            |                | úč.            |
| Mistrovství Evropy | 5.              | —               | —               | 1.              | 3.              | úč.            | 7.             | —              |
| MS juniorů         | —               |                 |                 |                 |                 |                |                |                |
| ME juniorů         | 5.              |                 |                 |                 |                 |                |                |                |